# Юнсон, Андреас
Йон Эрик Андреас Юнсон (швед. Jon Erik Andreas Johnson; 22 марта 1970, Бьерред, Мальмёхус) − шведский поп- и рок-музыкант.

## Карьера
С детства Йонсон находился в музыкальной среде, так как его родители были джазовыми музыкантами. В этот период он познакомился с ночными концертами и постоянными поездками, связанными с выступлениями родителей. После того как Йонсон поселился в пригороде Стокгольма, он начал свою карьеру вокалистом в группе «Planet Waves», записавшей в итоге всего 1 альбом. В 1997 году Йонсон выпустил свой дебютный альбом «Cottonfish Tales», не снискавший популярности. Через 2 года международный успех принёс ему сингл «Glorious» с будущего альбома «Liebling»; песня звучала в рекламах ряда компаний, в том числе «Volvo», «Nutella» и «Vauxhall Motors». Следующие альбомы также стали популярны в Швеции, но не в мире. В 2006—2010 годах Йонсон 4 раза участвовал в Melodifestivalen, дважды доходя до первой тройки финала отбора на Евровидение.

## Дискография

### Альбомы
| Год  | Альбом                                                                                        | Высшие позиции в чартах | Высшие позиции в чартах | Высшие позиции в чартах | Высшие позиции в чартах | Высшие позиции в чартах | Высшие позиции в чартах |
| Год  | Альбом                                                                                        | Швеция                  | Австрия                 | Франция                 | Италия                  | Норвегия                | Великобр.               |
| ---- | --------------------------------------------------------------------------------------------- | ----------------------- | ----------------------- | ----------------------- | ----------------------- | ----------------------- | ----------------------- |
| 1997 | Cottonfish Tales - Выпущен: 28 апреля 1997 - Лейбл: EMI - Формат: CD                          | —                       | —                       | —                       | —                       | —                       | —                       |
| 1999 | Liebling - Выпущен: 25 мая 1999 - Лейбл: Warner Music, WEA, Parlophone, EastWest - Формат: CD | 21                      | 36                      | 124                     | —                       | 27                      | 46                      |
| 2002 | Deadly Happy - Выпущен: 11 февраля 2002 - Лейбл: Warner - Формат: CD                          | 45                      | —                       | —                       | —                       | —                       | —                       |
| 2005 | Mr. Johnson, Your Room Is On Fire - Выпущен: 2 ноября 2005 - Лейбл: Warner Music - Формат: CD | 5                       | —                       | —                       | —                       | —                       | —                       |
| 2007 | The Collector - Выпущен: 7 марта 2007 - Лейбл: Warner Music, Parlophone - Формат: CD          | 3                       | —                       | —                       | —                       | —                       | —                       |
| 2008 | Rediscovered - Выпущен: 29 октября 2008 - Лейбл: Warner Music - Формат: CD                    | 29                      | —                       | —                       | —                       | —                       | —                       |
| 2012 | Village Idiot - Выпущен: 29 февраля 2012 - Лейбл: Warner Music - Формат: CD                   | 17                      | —                       | —                       | —                       | —                       | —                       |

### Синглы
| Год  | Сингл                    | Альбом                            | Высшие позиции в чартах | Высшие позиции в чартах | Высшие позиции в чартах | Высшие позиции в чартах | Высшие позиции в чартах | Высшие позиции в чартах | Высшие позиции в чартах | Высшие позиции в чартах | Высшие позиции в чартах | Высшие позиции в чартах | Высшие позиции в чартах |
| Год  | Сингл                    | Альбом                            | Швеция                  | Финляндия               | Франция                 | Германия                | Ирландия                | Италия                  | Нидерл.                 | Нов. Зел.               | Норвегия                | Швейц.                  | Великобр.               |
| ---- | ------------------------ | --------------------------------- | ----------------------- | ----------------------- | ----------------------- | ----------------------- | ----------------------- | ----------------------- | ----------------------- | ----------------------- | ----------------------- | ----------------------- | ----------------------- |
| 1997 | «Cruel»                  | Cottonfish Tales                  | —                       | —                       | —                       | —                       | —                       | —                       | —                       | —                       | —                       | —                       | —                       |
| 1997 | «Seven Days»             | Cottonfish Tales                  | —                       | —                       | —                       | —                       | —                       | —                       | —                       | —                       | —                       | —                       | —                       |
| 1999 | «Glorious»               | Liebling                          | 13                      | —                       | 50                      | 79                      | 13                      | 3                       | 51                      | 41                      | 16                      | 40                      | 4                       |
| 1999 | «The Games We Play»      | Liebling                          | 56                      | 19                      | —                       | —                       | —                       | —                       | —                       | —                       | —                       | —                       | 41                      |
| 2000 | «People»                 | Liebling                          | —                       | —                       | —                       | —                       | —                       | —                       | —                       | —                       | —                       | —                       | —                       |
| 2002 | «Shine»                  | Deadly Happy                      | 33                      | —                       | —                       | —                       | —                       | —                       | —                       | —                       | —                       | —                       | —                       |
| 2002 | «End of the World»       | Deadly Happy                      | —                       | —                       | —                       | —                       | —                       | —                       | —                       | —                       | —                       | —                       | —                       |
| 2002 | «Waterfall»              | Deadly Happy                      | —                       | —                       | —                       | —                       | —                       | —                       | —                       | —                       | —                       | —                       | —                       |
| 2004 | «Glorious» (переиздание) | Liebling                          | —                       | —                       | 16                      | —                       | —                       | —                       | —                       | —                       | —                       | —                       | —                       |
| 2005 | «Show Me Love»           | Mr. Johnson, Your Room Is On Fire | 20                      | —                       | —                       | —                       | —                       | —                       | —                       | —                       | —                       | —                       | —                       |
| 2006 | «Sing for Me»            | Mr. Johnson, Your Room Is On Fire | 2                       | —                       | —                       | —                       | —                       | —                       | —                       | —                       | —                       | —                       | —                       |
| 2006 | «Fools Like Us»          | Mr. Johnson, Your Room Is On Fire | —                       | —                       | —                       | —                       | —                       | —                       | —                       | —                       | —                       | —                       | —                       |
| 2006 | «Sunshine of Mine»       | Mr. Johnson, Your Room Is On Fire | —                       | —                       | —                       | —                       | —                       | —                       | —                       | —                       | —                       | —                       | —                       |
| 2007 | «A Little Bit of Love»   | The Collector                     | 3                       | —                       | —                       | —                       | —                       | —                       | —                       | —                       | —                       | —                       | —                       |
| 2007 | «Go For the Soul»        | The Collector                     | —                       | —                       | —                       | —                       | —                       | —                       | —                       | —                       | —                       | —                       | —                       |
| 2008 | «Lucky Star» (с Каролой) | Без альбома                       | 13                      | —                       | —                       | —                       | —                       | —                       | —                       | —                       | —                       | —                       | —                       |
| 2008 | «One Love» (с Каролой)   | Без альбома                       | 11                      | —                       | —                       | —                       | —                       | —                       | —                       | —                       | —                       | —                       | —                       |
| 2008 | «Do You Wanna Dance»     | Rediscovered                      | —                       | —                       | —                       | —                       | —                       | —                       | —                       | —                       | —                       | —                       | —                       |
| 2009 | «Escape»                 |                                   | 11                      | —                       | —                       | —                       | —                       | —                       | —                       | —                       | —                       | —                       | —                       |
| 2010 | «We Can Work It Out»     | 9                                 | —                       | —                       | —                       | —                       | —                       | —                       | —                       | —                       | —                       | —                       |                         |